# Festuca gilbertiana
Festuca gilbertiana là một loài thực vật có hoa trong họ Hòa thảo. Loài này được E.B.Alexeev ex S.M.Phillips mô tả khoa học đầu tiên năm 1994.